# Roger de Monts
Roger de Monts, né le 20 mai 1850 à Toulouse, mort le 29 décembre 1914 au château de Montbardon, dans le Gers, est un des grands pyrénéistes du XIXe siècle, réalisateur des grandes « premières » hivernales.

## Biographie
Il est issu de familles d'origines béarnaise et bigourdane. Son père est un grand amateur de montagne, et il communiquera cette passion à son fils. La famille habite au château de Bellegarde, près de Masseube (Gers), et gère ses terres, ce qui sera toujours l'activité de Roger, très attaché à son terroir, il sera longtemps conseiller municipal de Bellegarde, de 1888 à 1904.
Amoureux d'une jeune fille du voisinage, ses parents s'opposent à ce mariage. Alors Roger se lance à corps perdu dans les ascensions en montagne. On n'a pas de relations sur cette époque, car il ne jugeait pas utile d'écrire ni de tenir un carnet de ses courses. Les grands noms du pyrénéisme sont les hôtes du château de Bellegarde : Henry Russell, Henri Brulle, Jean Bazillac, Lucien Briet, et bien d'autres…
C'est le début d'une longue carrière au cours de laquelle il va réaliser de nombreux exploits, accompagné des grands guides du moment, comme Célestin Passet, François Bernat-Salles. L'exploit absolu reste sa participation à la cordée qui réussit pour la première fois l'ascension du couloir de Gaube (avec Brulle, Bazillac, Célestin Passet et Bernat-Salles, le 7 août 1889.
En 1896, il peut enfin épouser sa bien-aimée. Roger de Monts cesse son activité d'ascensionniste pour se consacrer à ses terres et à son épouse. Mais cette union restera sans enfant.
Il meurt au château de Montbardon et est inhumé le 1er janvier 1915 à Bellegarde.

## Ascensions
Le 31 décembre 1875, de Monts rejoint le général Nansouty pour fêter le nouvel an au sommet du Pic du Midi de Bigorre. De là vient sa vocation pour les ascensions hivernales.
Le 1er mars 1879, il atteint le sommet du Néthou (l'Aneto) avec les guides luchonnais (jusque-là réticents !) B. Courrège, B. et V. Paget. Le 23 décembre, le Mont Perdu, par Arrasas (vallée d'Ordesa), avec Haurine et Junté.
L'hiver 1880, il entreprend une campagne avec Célestin Passet : le Néthou (5 janvier), puis les premières hivernales du Pic de Vallibierna et des Posets, revenant à Luchon par le port d'Oô.
En 1881, première hivernale du Mont Valier, et celle du Balaïtous, avec Célestin Passet. Il enchaîne par la Munia (3 133 m) avec Chapelle, puis le Néouvielle, et de nouveau avec Célestin, le Cylindre, le Taillon, la Tour.
En 1888, il réussit la première hivernale du Pic du Midi d'Ossau.
La même année, il escalade la cascade de glace du Mont-Perdu (3 355 m) avec Célestin Passet et François Bernat-Salles, réalisant la première ascension de la face nord.
Enfin, c'est l'exploit du couloir de Gaube. Ayant lâché prise, il se trouve quelques instants suspendu dans le vide, au bout de sa corde. Mais cette réussite efface tous les désagréments que la cordée a dû subir…

## Sources et bibliographie
- Henri Beraldi, Cent ans aux Pyrénées, Paris, 1898-1904, sept volumes in-8°. Rééditions par « Les Amis du Livre Pyrénéen », Pau, 1977, puis par la « Librairie des Pyrénées et de Gascogne », Pau, 2001.